# Kéba Mbaye
Kéba Mbaye (Kaolack, 6 april 1924 - Dakar, 12 januari 2007) was een Senegalees rechtsgeleerde en sportbestuurder.
Mbaye was voorzitter van het Hof van Arbitrage voor Sport in de periode 1984-2007. Mbaya studeerde rechten in Dakar. Hij werd rechter en president van het Hooggerechtshof van Senegal. Daarna werd hij vicepresident van het Internationaal Hof van Justitie. Mbaya was van 1973 tot 2002 lid van het IOC. Hij was vicepresident van het IOC in de periodes 1988-1992 en 1998-2002. Ook was hij sinds 1999 voorzitter van de ethiekcommissie van het IOC.